# Уильямс, Робин (журналист)
Уильямс, Робин (англ. Robyn Williams, род. 1944) — австралийский научный журналист и радиоведущий, работающий на Australian Broadcasting Corporation (ABC). Создатель популярных радиопередач «Научное шоу» (Science Show, с 1975 года), «Бритва Оккама» (Ockham’s Razor, с 1984 года), «В разговоре» (In Conversation, с 1997 года).

## Биография
Робин Уильямс родился в Уэльсе, образование получил в Лондоне и Вене. Окончил Лондонский университет со степенью бакалавр наук (с отличием). Во время обучения выступал в студенческом театре и принимал участие в передачах BBC «Сладости» (The Goodies), «Летающий цирк Монти Пайтона» (Monty Python’s Flying Circus) и «Доктор Кто» (Doctor Who).

## Профессиональная деятельность
В 1972 году Уильямс эмигрировал в Австралию и начал работу в ABC. В 1975 году он создал передачу «Научное шоу», регулярную часовую программу, основанную на интервью с известными учёными.
15-минутная передача «Бритва Оккама» появилась в 1984 году. В каждой передаче какой-либо известный учёный кратко и популярно излагали для публики выбранную им теорию или научную проблему.
15-минутная передача «В разговоре» появилась в 1997 году. Она основана на кратких интервью Уильямса с известными личностями.